# Eleccions municipals de 2023 a Tarragona
Les eleccions municipals de 2023 a Tarragona van ser unes eleccions locals que es van celebrar el diumenge 28 de maig de 2023 a la ciutat de Tarragona, com a part de les eleccions municipals espanyoles, per a elegir els 27 regidors de l'Ajuntament de Tarragona. El sistema electoral fa servir la regla D'Hondt amb representació proporcional, llistes tancades i una barrera electoral del 5% dels vots.

## Sistema electoral
Les eleccions als ajuntaments a l'Estat espanyol estan fixades per celebrar-se el quart diumenge de maig cada quatre anys.
La votació per a l'assemblea local es basa en el sufragi universal, que comprèn tots els nacionals més grans de divuit anys, empadronats i residents al municipi de Tarragona i en ple ús dels seus drets polítics, així com els ciutadans europeus residents no nacionals i a aquells el país d'origen dels quals permeti als ciutadans espanyols votar a les seves pròpies eleccions en virtut d'un tractat. Els 27 regidors es trien mitjançant el mètode D'Hondt i una llista tancada de representació proporcional, i s'aplica a cada ajuntament una barrera electoral del cinc per cent dels vots vàlids, que inclou els vots en blanc.

## Candidatures
El 26 d'abril del 2023, la Junta Electoral de Zona de Tarragona va publicar les tretze candidatures oficials per Tarragona en el Butlletí Oficial de la Província de Tarragona (BOPT):
| Partit polític | Partit polític                                                         | Cap de llista                  | Llista de candidats |
| -------------- | ---------------------------------------------------------------------- | ------------------------------ | --- |
|                | Partit dels Socialistes de Catalunya - Candidatura de Progrés (PSC-CP) | Rubén Viñuales i Elías         | Llista 1. Rubén Viñuales i Elías 2. Montserrat Adan Domènech 3. Bernardo Álvarez Merino 4. Sandra Ramos García 5. Isabel Mascaró Currás 6. Ignacio García Latorre 7. Guillermo García de Castro 8. Sonia Orts Leiva 9. María Cecilia Mangini Schäfer 10. M. Valle Mellado Sierra 11. Mario Soler Santos 12. Laura Mellado Dalmases 13. Salvador Molina Ferré 14. Naglae Sah El Kaya 15. Daniel Baelo Armesto 16. Montserrat Domínguez López 17. Pere Valls Miró 18. Jessica Lorenzo Martínez 19. F. Xavier Viejo Vicente 20. Zainab Aasri El Kholfe 21. Luis Franco Poza 22. Dolores Lorente Molina 23. Pablo Quereda Rueda 24. Begoña Floria Eseberri 25. Pablo Pérez Herrero 26. Ivana Martínez Valverde 27. Josep Félix Ballesteros Casanova Suplents: Josep Maria Buqueras Bach, M. Teresa Valls Miró, Francesc Roca Rosell, Rocío León Aller, Jose Mercado Castillo, Esther Forgas Berdet |
|                | Esquerra Republicana de Catalunya - Acord Municipal (ERC - AM)         | Pau Ricomà i Vallhonrat        | Llista 1. Pau Ricomà i Vallhonrat 2. Maria Roig Alsina (Ind.) 3. Xavier Puig Andreu 4. Maria José López Garcia 5. Jordi Fortuny Guinart 6. Gemma Fusté Garcia (Ind.) 7. Carles Farré Brull 8. Núria Buira Clua (Ind.) 9. Manel Castaño Bachiller 10. Marta Lweko (Ind.) 11. Ricard Fernández Pascual 12. Maria Carme Mas Morillas 13. Gaietà Jové Galceran 14. Maria Cinta Pastó Sales 15. Alfredo González Martínez (Ind.) 16. Helle Kettner Hoeberg 17. Sergi De los Rios Martínez 18. Montserrat Romans Turiño 19. Didac Bru Garcia 20. Alexandra Palos Tost 21. Josep Torné Albiol 22. Pilar Pérez Ramos (Ind.) 23. Jordi Rovira Palau 24. Viviana de Salvador Deop (Ind.) 25. Víctor Mazariegos Castillón (Ind.) 26. Neus Roig Pruñonosa 27. Carles Castillo Rosique (Ind.) Suplents: Maria Santos Pagès, Francesc Jerez Martí, Gemma Marcos Rodríguez-Peral, Julià Montoya Martínez (Ind.), Meritxell Fàbregas Ortiz, Pere Leal Granado (Ind.), Mònica Alabart Calvó |
|                | Partido Popular (PP)                                                   | Mª Merce Martorell Comas       | Llista 1. Mª Merce Martorell Comas 2. Mª Elisa Vedrina Conesa 3. Alvaro Jose Mª Batlle Caravaca (Ind.) 4. Marta Serrano Coll (Ind.) 5. Oscar Garcia Sanchez (Ind.) 6. Jose Francisco Martinez Raya (Ind.) 7. Esteve Ortiz Brunet 8. Alba Chacon Maestre 9. Diana Caridad Morejon Corrales (Ind.) 10. Ana Isabel Rubio Garcia 11. Mª del Pilar Juarez Romero 12. Esteban Ros Macia 13. Ana Maria Mateu Morello (Ind.) 14. Carlos Joaquin Pastor Garca 15. Miguel Angel Cilleruelo Andres 16. Rosa Mary Iglesias Matamoros 17. Javier Flores Gozalez 18. Gabriel Martinez Martinez 19. Jose Miguel Marquez Oliver 20. Cristina Velencoso Mir 21. Ina Martinez Simon 22. Rosa Mallol Pons 23. Maria Gemma Pedrero Biosca (Ind.) 24. Juan Antonio Rodriguez Folch 25. Pau Holgado Molla (Ind.) 26. Inmaculada Allende Ortega (Ind.) 27. Victor Manuel Cremades Moro Suplents: Aurelio Carrete San Rafael, Jean Carlos Villarroel Gomez (Ind.), Irene Elena Gonzalez Poveda |
|                | Vox (VOX)                                                              | Francisco Javier Gomez Leon    | Llista 1. Francisco Javier Gomez Leon 2. Judit Gomez Garcia 3. Jaime Duque Moreno 4. Isabel Maria Lorenzo Medina 5. Fernando Martin de Soto Pedra 6. Marc Dalmau Lopez 7. Maria Elisa Encina Alonso 8. Juan Carlos Martinez Gonzalez 9. Marina Duque Mensa 10. Maria Grima Gonazlez 11. Tamara Ferrer Sanchez 12. Lucia Pascual Marin 13. Jose Ramon Gallardo Bosch 14. Anastasio Sanchez Garcia 15. Maria Lourdes Barreales Luengos 16. Juan Jose Moreno Felix 17. Teba Rodriguez Fornells 18. Luis Andres Meneses Carton 19. Francisco Diaz Torne 20. Lidia Liebana Amescua 21. Maria del Mar Robles Sotillo 22. Ana Maria de la Guerra Palacios 23. Alvaro Borrás Espada 24. Juan Jose Moreno Molina 25. Enrique Colilla Martinez 26. Isabel Lazaro Pina Suplents: Josefa Serrano Garcia, Francisco Javier Mercadal Pina |
|                | Junts per Catalunya Tarragona - Compromís Municipal (CM)               | Jordi Sendra Vellvè            | Llista 1. Jordi Sendra Vellvè 2. Elvira Vidal Sensi (Ind.) 3. Josep Manresa Nolla 4. Enric Batista Solanes (Ind.) 5. Maria Belén Riola Brull (Ind.) 6. Maria Josefa Rivas Hernández (Ind.) 7. Katherine Gil Cardoso 8. Víctor Pomerol Español (Ind.) 9. David Ferré Gutiérrez (Ind.) 10. Ramon Baiges Constantí (Ind.) 11. Maria Rosa Llurba Caparó 12. Lluís Monfort Anglès (Ind.) 13. Jordi Alasà Gonzàlez 14. Eva Feijóo Rodríguez 15. Joan Francesc Vendrell Rizo (Ind.) 16. Maria del Carme Rosell Serra (Ind.) 17. Josep Antoni Gasol Moya (Ind.) 18. Pau Palau Riquelme (Ind.) 19. Ana María Julián Bresó 20. Adelaida Lorenzo Queralt 21. Susana Ramón Alegret 22. Jordi Alfaro Esbri 23. José Andrés Pedrola Rodríguez (Ind.) 24. Ana Fontbona Dalmau (Ind.) 25. Maria Teresa Duch Pijuan 26. Elisabet Flores Calvet 27. Josep Lluís Castro Martí (Ind.) Suplents: Marc Giménez Ramos , Ingrid Galán Rivas (Ind.), Mar Alsina Segarra (Ind.) |
|                | Tarragona en Comú Podem - Confluència (TGNECP - C)                     | Jordi Collado Álvarez          | Llista 1. Jordi Collado Álvarez 2. Antonio Carmona Martínez 3. Nerea Garcia Aguilar 4. Laura Quiñones Lopez 5. Maria Magdalena Grandón Gálvez 6. Miguel Ángel Macías Bermúdez 7. Emilia Carrasco Corredera 8. Isabel Cabello Bernabeu 9. Daniel Casas Suárez 10. María Dolores Miras Hernandez 11. Eduardo Patricio Ortega Bogado 12. Beatriz García Muñoz 13. Luis Omar El Gabry Bravo 14. María Mercedes Baidez Rueda 15. Francesc Martínez Casanelles 16. Carmen Molina Díaz 17. Jose Cristobal López Campos 18. Laia Mercado Padilla 19. Sergi Llobell Pérez 20. Albert Ortega Machín 21. Manuel Corujo Carmona 22. Cristina Pérez García 23. Jose Manuel Del Río Bascones 24. Eva Martí Mortera 25. Javier Pérez García 26. Amparo López Valverde 27. Josep Semente Moya Suplentes: Antonio García Aguilar, María Angeles Aguilera Méndez, Juan Luis Olesti Closas, Manuela Motera Bernal |
|                | Candidatura d'Unitat Popular - Alternativa Municipalista (CUP- AMUNT)  | Eva Miguel Gascón              | Llista 1. Eva Miguel Gascón 2. Gemma Vendrell Rossell 3. Vicent Collado Lluch 4. Joan Manel Burillo Cortés 5. Inés Solé Guillén 6. Manel Torres Pascual 7. Sílvia Labodia Llop 8. Mar Solé Morgades 9. Albert Ventura Pedrol 10. Neus Castellví Cifre 11. Marc Ferré Llauradó 12. Elisabet Sánchez Legaz 13. Núria Bota Cabau 14. Sergi Sendrós Plana 15. Yolanda Espallargas Pascual 16. Jordina Estopà Masdeu 17. Albert Miró Rovira 18. Marc Fontanet Fontanet 19. Carme Batalla Calderón 20. Anna Guasch Pujolà 21. Adrià Castellví Pasca 22. Marina Piñol Belenguer 23. Aitana De La Varga Pastor 24. Pep Prats Salas 25. Sílvia Miquel Muñoz 26. Jaume López Martín 27. Laia Estrada Cañón Suplents: Dolors Salvadó Escoda, Gemma Lladó Olivé, Albert Caballé Vilà, Eva Guerrero Àlvarez, Lluís Prats Gual, Irene Esteve Jordà, Laura Aguadé López, Jordi Vidal Sardà, Júlia Ferré Aguiló, Roger Gomis Prats |
|                | Sí Tarragona - Ara Pacte Local (ARA PL)                                | Maria del Mar Giné Serven      | Llista 1. Maria del Mar Giné Serven 2. Albert Vendrell Juncosa 3. Ramon Vilaltella Bosch 4. Inés Batlle Travé 5. Olga Urbano Gornals 6. Josep Ramon Tules Armela (Pitu Mosquits) 7. Mònica Ruiz Mora 8. Xavier Gutiérrez Sedó 9. Rosalia Juancomartí Serrano 10. Marc Duce Bernat 11. Noemí Puig Alujas 12. Rosa Maria Oton Palau 13. Jaume Canela Ferré 14. Rafel Lluis Rofes 15. Mariona Puig Sobrevals 16. Xavier Ustrell Roig 17. Anna Vidal Domènech 18. María Ángeles Ramírez Ferrer 19. Joan Maria Portal Casas 20. Magí Duran Tost 21. Julia Garro Martínez 22. Martí Carbó Hugas 23. Jordi Miró Sirvent 24. Maria Cinta Bosch Mateu 25. Òscar Busquets Obré 26. Àngels Vilanova Navarro 27. Joan Giné Masdeu |
|                | Escons en blanc per deixar escons buits (ESCONS EN BLANC)              | Jose Luis Calabuig Pastor      | Llista 1. Jose Luis Calabuig Pastor 2. Casta Susana de Haro de Haro (Ind.) 3. Xavier Navarro Aleixendri (Ind.) 4. Melania Calabuig Pastor (Ind.) 5. Francesc Xavier Sánchez Bellot (Ind.) 6. Luis Amador Abolafia (Ind.) 7. Natalia Zanfaño Milian (Ind.) 8. Arnau Calabuig Manso (Ind.) 9. Ana Ramos Soler (Ind.) 10. Javier Moltó Catalina (Ind.) 11. Sergio Muñoz Garcia (Ind.) 12. Aurelia Prats Dominguez (Ind.) 13. Pol de Haro Molina (Ind.) 14. Cristina Sasplugues Muñoz (Ind.) 15. Jordi Manso Lemes (Ind.) 16. Iris Singla Arnau (Ind.) 17. Vicente Manso Haro (Ind.) 18. Maria Josefa Soler Fernandez (Ind.) 19. Jordi Hernandez Aguiló (Ind.) 20. Alba Singla Arnau (Ind.) 21. Maria Luisa Barea Guillen (Ind.) 22. Ernesto Torrellas Sanz (Ind.) 23. Nekane Cruz Barea (Ind.) 24. Isaac Guerrero Sanchez (Ind.) 25. Isabel Cantalejo Bocanegra (Ind.) 26. Marc Torrellas Zanfaño (Ind.) 27. Vanessa Ramos Soler (Ind.) |
|                | Valents (Valents)                                                      | Roberto Hernandez Raya         | Llista 1. Roberto Hernandez Raya 2. Carlos Javier Calderon Aisa 3. Miguel Curto Escardo 4. Ana Maria Alvarez Gort 5. Aurora de los Angeles Rodriguez Pena 6. Pedro Sanchez Martinez 7. Pablo Pedro Gonzalez 8. Francisco Javier Rojano Gonzalez 9. Ester Serrano Queipo 10. Margarita Hermoso Calzado 11. Rosa Balbas Dela Fuente 12. Angel Fernandez Martin 13. Israel Violero Simo 14. David Perez de Gomar 15. Sara Vallecillo Faba 16. Fernando Picon Gallardo 17. Elisabeth Ciurana Martinez 18. Pedro Perona Cortes 19. Laila Sbai Belhay 20. Santiago Hernando Bartra 21. Maria Calderon Queralt 22. Concepcion Perona Cortes 23. Sergio Jose Lou Mercade 24. Albert Freixes Palomino 25. Hector Alvarez Cervello 26. Ana Cristina Lopez Quintero 27. Francisco Javier Sanchez Icart |
|                | Partit Comunista dels Treballadors de Catalunya (PCTC)                 | Albert Sabate Altisent         | Llista 1. Albert Sabate Altisent 2. Olga Says Fernandez 3. Andreu Tomas Martinez de Villa 4. Lara Romero Ruiz 5. Albert Camarasa Escubedo 6. Marta Dilme Riera 7. Victor Ordoñez Vila 8. Roser Vila Martinez 9. Antonio Jose Haro Ramos 10. Carlos Ordoñez Vila 11. Bernat Roig Arnau 12. Montserrat Serrano Zuñeda 13. Joan Caballe Domenech 14. Margarita Peris Comas 15. Tomas Ferreira Crubellati 16. Ismael El Hadi Losa 17. Albert Requena Fernandez 18. Miguel Berros Dominguez 19. Kelly Marcela Parra 20. Maria Luisa Serrano Zuñeda 21. Ricardo Ballester El Kattan 22. Massene Codina Gomez-Pastrana 23. Raul Gilabert Gamez 24. Maria Pilar Garcia Ascaso 25. Helena Prats Ejarque 26. Artur Dilme i Riera 27. Ana Maria Ferreras Cano Suplents: Ana Abad Sanchez, Guillem Cruz Lezcano, Fernando Freixinet Garcia |
|                | Ciudadanos - Partido de la Ciudadania (Cs)                             | Lorena de la Fuente Vilaltella | Llista 1. Lorena de la Fuente Vilaltella 2. Víctor Noguera Oliach 3. Concepcion Almazan Gomez 4. Felix Moreno Salamanca 5. Diego Guerra Campo 6. Maria Pilar Benet Rodriguez (Ind.) 7. Isaac Iglesias Molina 8. Araceli Gonzalez Galindo (Ind.) 9. Maria Pilar Varela Rubio 10. Francisco Javier del Cano Sanchez 11. Javier Garcia Bueno (Ind.) 12. Miriam Suñe Ramon (Ind.) 13. Juan Manuel Villalva Artacho 14. Elena de la Rosa Garcia (Ind.) 15. Carles Mallol Parga 16. Elisabet San Martin Macias (Ind.) 17. Isidro Albea Miranda 18. Isabel Escarre Calvo (Ind.) 19. Fernando Pecino Robles 20. Javier Cortes Asso 21. Francisco Javier Pacareu Lopez 22. Maria Isabel Garcia Diaz (Ind.) 23. Ivan Millan Balaguer (Ind.) 24. Esther Ballester Almazan (Ind.) 25. Ferran Ballester Martinez 26. Nuria Vilaletella Garcia (Ind.) 27. Matias Alonso Ruiz Suplentes: Marc Ballester Almazan (Ind.), Encarnacion Garcia Hernandez (Ind.), Jesus Molina Dominguez (Ind.), Maria Estrella Escobar Encinas (Ind.) |
|                | Convergents (CNV)                                                      | Manuel Andres Marin Garcia     | Llista 1. Manuel Andres Marin Garcia 2. Demelsa Bartual Soria 3. Marta Tous Garcia 4. Jose Maria Lardies Agoiz 5. Jose Sanchez Palacios 6. M. Pilar Dejuan Ayuso 7. Merce Sanz Saez 8. Carla Prieto Montenegro 9. Luis Rodriguez Cañete 10. Juan Jose Arias Montalto 11. Luis Enrique Rojas Rico 12. Rosa Maria Rodriguez Gamez (Independiente) 13. Juan Carlos Sanchez Asensio (Independiente) 14. Pilar Palacios Matilla (Independiente) 15. Jose Antonio Puente Galbe (Independiente) 16. Felix Arismendy Peguero Garcia (Independiente) 17. Domingo Llovet Estrada (Independiente) 18. Araceli Cañete Velasco (Independiente) 19. Montserrat Ruana Bulto (Independiente) 20. Jose Peña Mur (Independiente) 21. Oreig Segurana Caballero (Independiente) 22. Estela Ordoñez Palacios (Independiente) 23. Silvia Artigau Benitez 24. Jose Maria Gamez Rodriguez (Independiente) 25. Ali Fary Laafar (Independiente) 26. Francisco Javier Parra Aldea (Independiente) 27. Jennifer Fernandez de Juan (Independiente) Suplents: Rafael Valcarcel Sanchez (Independiente), Barbara Lopez Lara (Independiente), Ismael Rodriguez Cañete (Independiente), Ana Mª Sola Aragones |

## Votació
El dia 28 de maig del 2023, les 92.643 persones que conformen l'electorat de Tarragona foren cridades a alguna de les urnes de les 159 meses dels 44 col·legis electorals.
No s'hi va registrar cap incidència greu.